# Дронов, Алексей Иванович
Алексе́й Ива́нович Дро́нов (род. 25 января 1959, Кадиевка, Луганская область) — доктор медицинских наук (2003), профессор (2004), Заслуженный деятель науки и техники Украины, лауреат Государственной премии Украины в области науки и техники (2009).

## Биография
Родился в 1959 году в городе Кадиевка в семье шахтёра. В 1982 году окончил медицинский факультет Харьковского медицинского института по специальности «Лечебное дело».
В течение 1982—1985 годов работал врачом-хирургом в больнице скорой и неотложной медицинской помощи им. А. Мещанинова в городе Харьков, ещё год в Бобровицкой ЦРБ.
В 1986—2003 годах — врач-хирург, старший научный сотрудник НИИ клинической и экспериментальной хирургии.
В 1997 году защитил кандидатскую диссертацию по теме «хирургическое лечение хронического панкреатита осложненного образованием псевдокист».
В 2003 году защитил докторскую диссертацию «диагностика и хирургическое лечение опухолей внепечёночных желчных протоков».
В 2004 году получил учёное звание профессора.
Лауреат Государственной премии Украины в области науки и техники 2009 года за работу «Разработка и внедрение новых методов диагностики и хирургического лечения заболеваний поджелудочной железы»; с соавторами: Бондарь Григорий Васильевич, Кондратенко Петр Геннадьевич и другими.

## Научные интересы
- хирургия печени, поджелудочной железы, желчных протоков, органов ЖКТ и забрюшинного пространства
- разработка комбинированных и двухэтапных методов резекции с применением криотехнологий, исследование по применению раствора хлорида кальция для химической абляции опухолей и метастазов печени
- экспериментальные работы по потецированию низких температур с применением гипертонического раствора NaCl.

## Достижения
- научно доказанная роль ИЛ-6 в ранней диагностике рака желчных протоков
- разработана система диагностически-лечебных мероприятий при остром панкреатите, исследованы гемокоагуляционные нарушения и их корреляционные связи со степенью тяжести острого панкреатита, концентрации микробных метаболитов в крови
- впервые в мире применены низкие температуры для деструкции низкодебитной культи поджелудочной железы
- изучен качественный и количественный характер ферментов и онкомаркеров содержания кист поджелудочной железы, комбинированные резекции и радикальные оперативные вмешательства при генитальных и экстрагенитальных злокачественных опухолях у беременных.

Осуществлял большое количество тотальных панкреатэктомий и изучал постпанкреаторезекционный синдром, характер мальасимиляции, особенности возникновения и течения нарушений углеводного обмена, стеатоза печени, остеопороза — как последствий внешнесекреторных нарушений.
Научные разработки заключаются в области криомедицины; связанные с изучением механизмов воздействия холода на различные биологические ткани: печень, поджелудочная железа, сосуды.
Награжден «золотой медалью» Международного общества криохирургов за научные разработки в области криомедицины (в 2011 и 2013 годах).
Исследования Алексея Дронова легли в основу международных и государственных протоколов лечения острого панкреатита; зарегистрировано 40 отраслевых нововведений Минздрава Украины. Является автором 437 научных работ, из них: 1 монография, 18 учебных пособий, 81 патент Украины и 3 авторских свидетельства СССР.
Является основателем научно-педагогической школы-воспитал 4 доктора и 7 кандидатов наук: из них 3 профессора и 3 доцента.
Главный редактор международного журнала « хирургия. Восточная Европа», член экспертной группы МОН Украины — по рассмотрению работ, представленных на соискание Премии Кабинета Министров Украины. Член президиума Ассоциации хирургов Украины, правления Ассоциации хирургов Киева и Киевской области, рабочей группы научного общества хирургов Киева и Киевской области и другое.
Среди работ:
- «Оценка тяжести состояния хирургического больного», 2004 год.
- «Местный иммунитет пищеварительного тракта», 2005 год.
- «Антибиотики и антибактериальная терапия в хирургии», 2006 год.
- «Рентген-эндоскопическая диагностика заболеваний поджелудочной железы»; с соавторами, 2010 год.
- «Курс лекций по общей хирургии», 2011 год.
- «Lecture course of general surgery», 2011 год.
- «Эзофагогастродуоденальная эндоскопия» — учебное пособие, 2011 год.
- «Усовершенствованные алгоритмы диагностики и лечения острого панкреатита», 2012 год.
- «Тестовые задания по курсу общей хирургии» — учебное пособие, 2015 год.
- «Общая хирургия с клинической психологией», 2015 год, ISBN 978-617-7171-24-8
- «Современное анестезиологическое обеспечение выполнения симультанных оперативных вмешательств у женщин с сочетанной гинекологической и экстрагенитальной хирургической патологией», 2015 год.
- «Test questions in the course of general surgery», 2015 год.

Среди патентов:
- «Комплекс измерительный интраоперационный термопарный четырехканальный Квит-4»; с соавторами[когда?]

;
- «Способ лечения острого некротического панкреатита», с соавторами; 2017 год.